# Boa Vista (microregio)
Boa Vista is een van de 4 microregio's van de Braziliaanse deelstaat Roraima. Zij ligt in de mesoregio Norte de Roraima en grenst aan de microregio's Caracaraí en Nordeste de Roraima. De microregio heeft een oppervlakte van ca. 67.755 km². In 2006 werd het inwoneraantal geschat op 287.175.
Vier gemeenten behoren tot deze microregio:
- Alto Alegre
- Amajari
- Boa Vista
- Pacaraima

Mesoregio's: Norte de Roraima · Sul de Roraima

Microregio's: Boa Vista · Caracaraí · Nordeste de Roraima · Sudeste de Roraima